# Dorcadion regulare
Dorcadion regulare es una especie de escarabajo longicornio de la subfamilia Lamiinae. Fue descrita científicamente por Pic en 1931.
Se distribuye por Bulgaria, Grecia y Turquía. Mide 10,6-17,3 milímetros de longitud. El período de vuelo ocurre en los meses de marzo, abril, mayo y junio.